# 8861 Jenskandler
8861 Jenskandler este un asteroid din centura principală, descoperit pe 3 octombrie 1991, de Freimut Börngen și Lutz Schmadel.